# Égliseneuve-d’Entraigues
Égliseneuve-d’Entraigues ist eine französische Gemeinde mit 328 Einwohnern (Stand 1. Januar 2022) im Département Puy-de-Dôme in der Region Auvergne-Rhône-Alpes (vor 2016 Auvergne). Sie gehört zum Arrondissement Issoire und zum Kanton Le Sancy (bis 2015 Besse-et-Saint-Anastaise).

## Lage
Égliseneuve-d’Entraigues liegt etwa 44 Kilometer südsüdwestlich von Clermont-Ferrand am Fluss Rhue in der Limagne. Umgeben wird Égliseneuve-d’Entraigues von den Nachbargemeinden Picherande im Norden, Besse-et-Saint-Anastaise im Nordosten, Compains im Osten, Espinchal im Südosten, Chanterelle und Condat im Süden, Montboudif im Südwesten sowie Saint-Genès-Champespe im Westen.

## Bevölkerungsentwicklung
| Jahr                       | 1962 | 1968 | 1975 | 1982 | 1990 | 1999 | 2006 | 2013 |
| Einwohner                  | 1226 | 1127 | 1010 | 783  | 694  | 561  | 488  | 450  |
| Quellen: Cassini und INSEE |      |      |      |      |      |      |      |      |

## Sehenswürdigkeiten
- Kirche Saint-Austremoine, ursprünglich aus dem 10. Jahrhundert, seit 1969 Monument historique
- Kapelle Notre-Dame de la Font-Sainte
- Wasserfälle

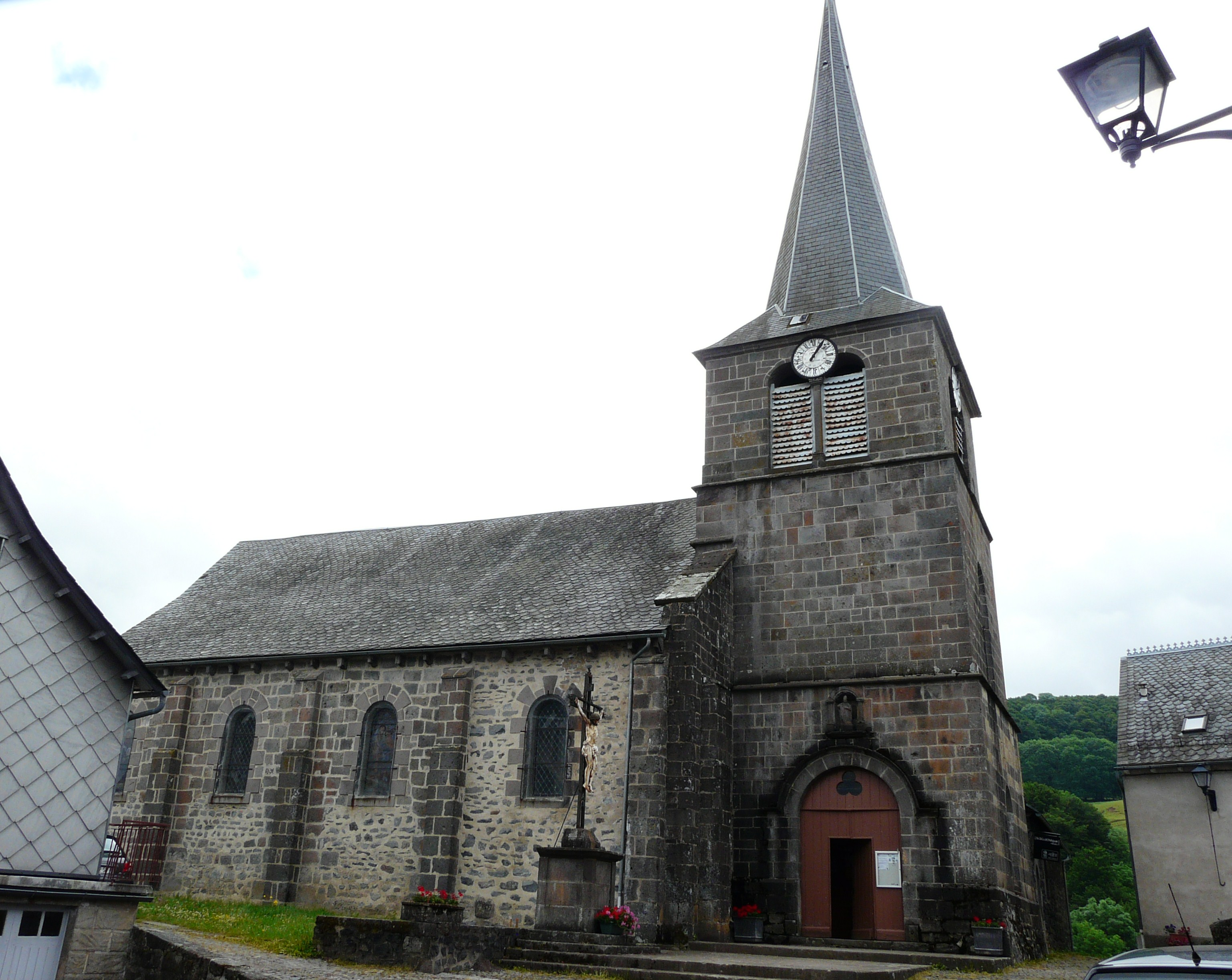
Kirche Saint-Austremoine
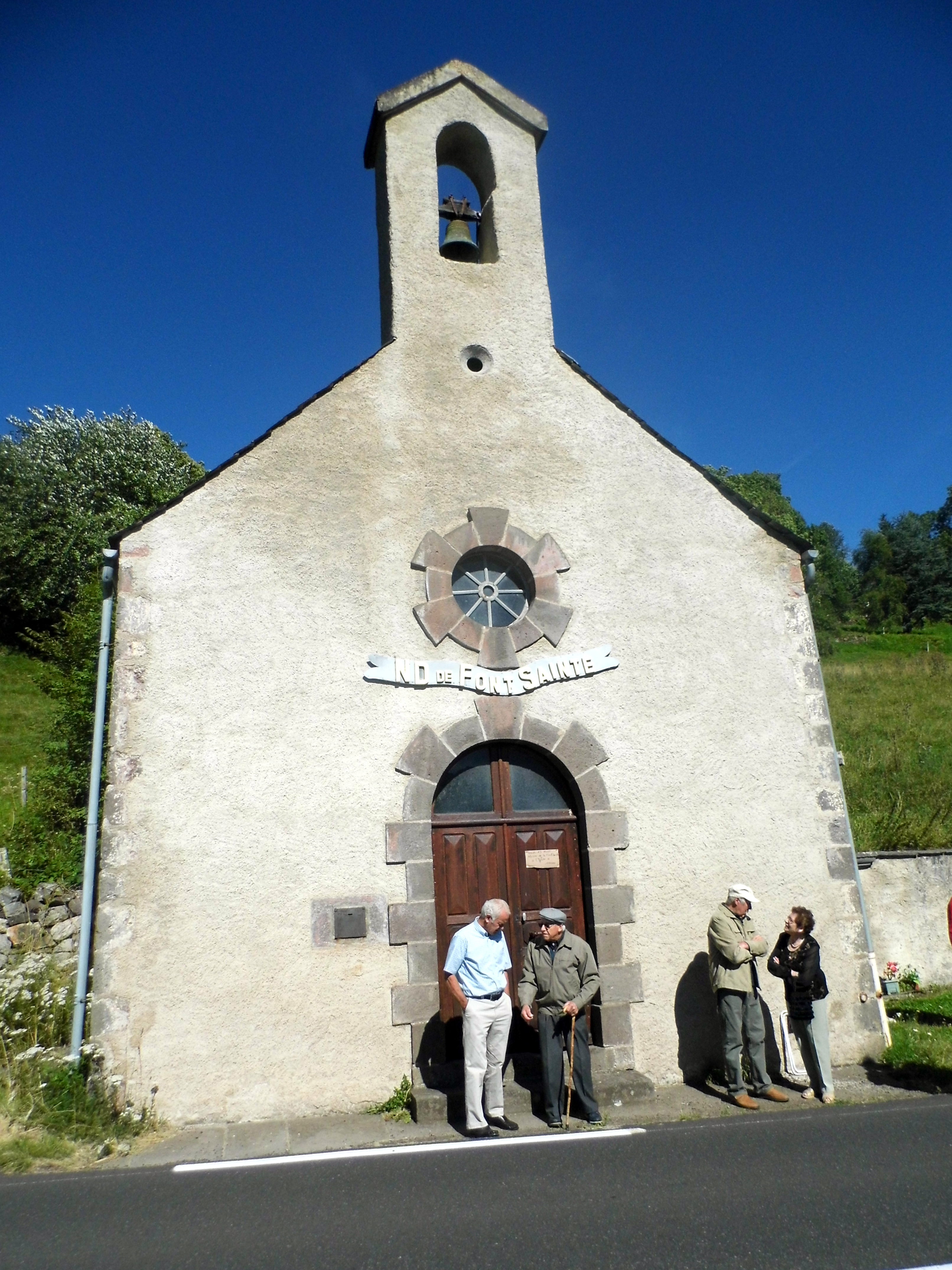
Burg Saint-Diéry
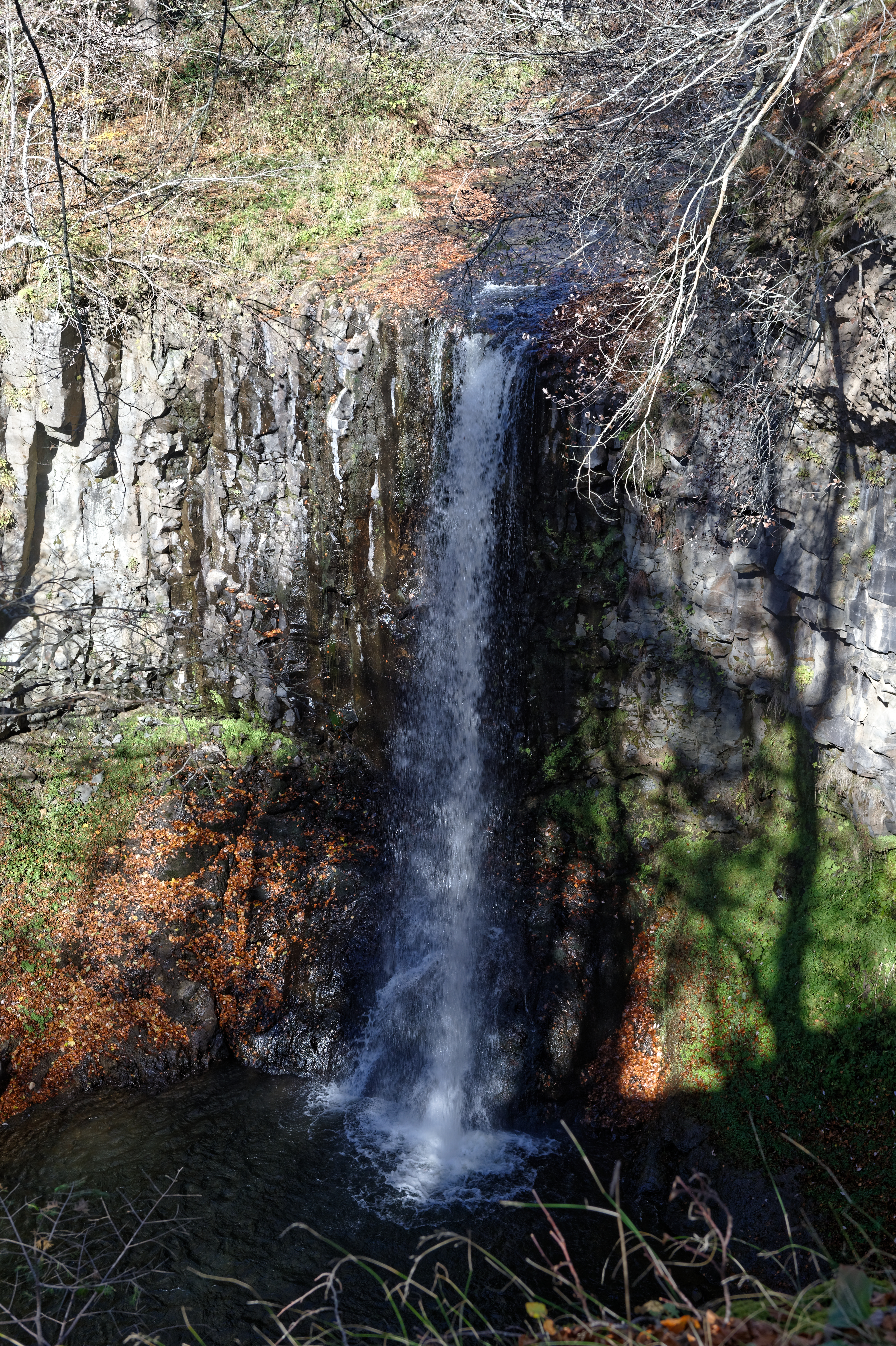
Wasserfall von Entraigues
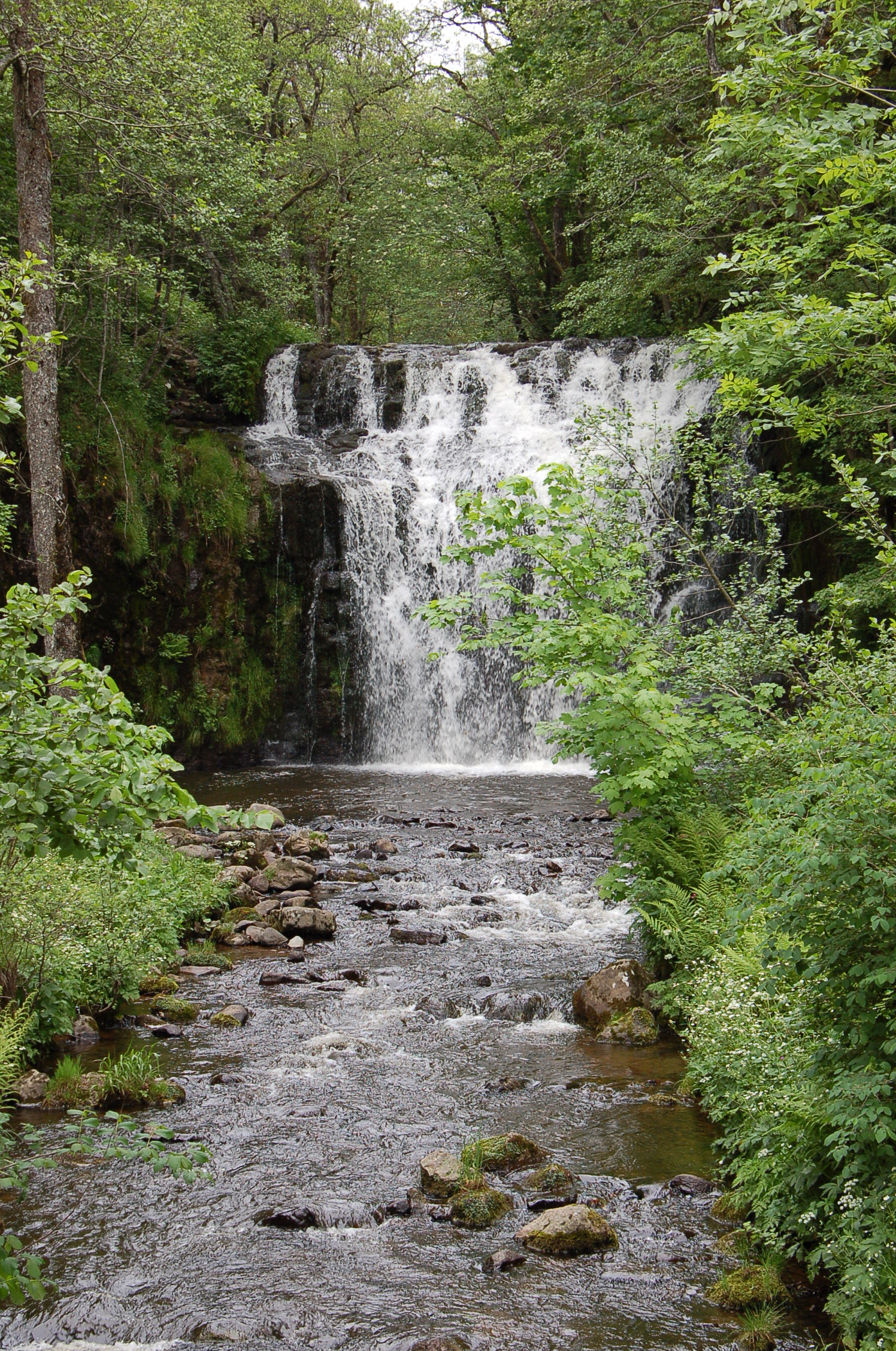
Wasserfall am Bois de Chaux